# Les enfants jouent à la Russie
Pour plus de détails, voir Fiche technique et Distribution.
Les enfants jouent à la Russie est un film français d'une heure réalisé par Jean-Luc Godard et sorti en 1993.

## Synopsis
Szabó joue le rôle d'un producteur hollywoodien qui engage un célèbre cinéaste français (Godard) pour réaliser un documentaire sur la Russie de l'après-guerre froide. Alors que la chef opératrice Caroline Champetier se rend en Russie et communique avec Godard au téléphone, le cinéaste reste en France et se donne le rôle principal de L'Idiot de Fiodor Dostoïevski.

« Bienvenue camarade Medvedkine, camarade Paradjanov. Entrez camarade Tarkovski. bienvenue, entrez les icônes, la métamorphose, la fiction. »

— Jean-Luc Godard,
Le film met en scène des descendants d'émigrés russes qui désirent retourner dans leur pays d'origine. Chacun de ces personnages est associé à un héros littéraire russe, tel le prince André de Guerre et Paix, Anna Karénine ou Nina de La Mouette. Godard s'interroge sur le fait que l'Occident a toujours voulu envahir la Russie. Il émet l'hypothèse que la Russie est « terre de la fiction » et que « l'occident, lui ne sait plus quoi inventer ». Godard s'interroge également sur la manière de restituer le réel par la fiction et compare le film 79 printemps (1969) du cinéaste cubain Santiago Álvarez à Full Metal Jacket (1987) du cinéaste américain Stanley Kubrick. Le film se termine par la phrase que Godard attribue à André Bazin et qui ouvrait Le Mépris : « Le cinéma substitue à notre regard un monde qui s’accorde à nos désirs »,.

## Fiche technique

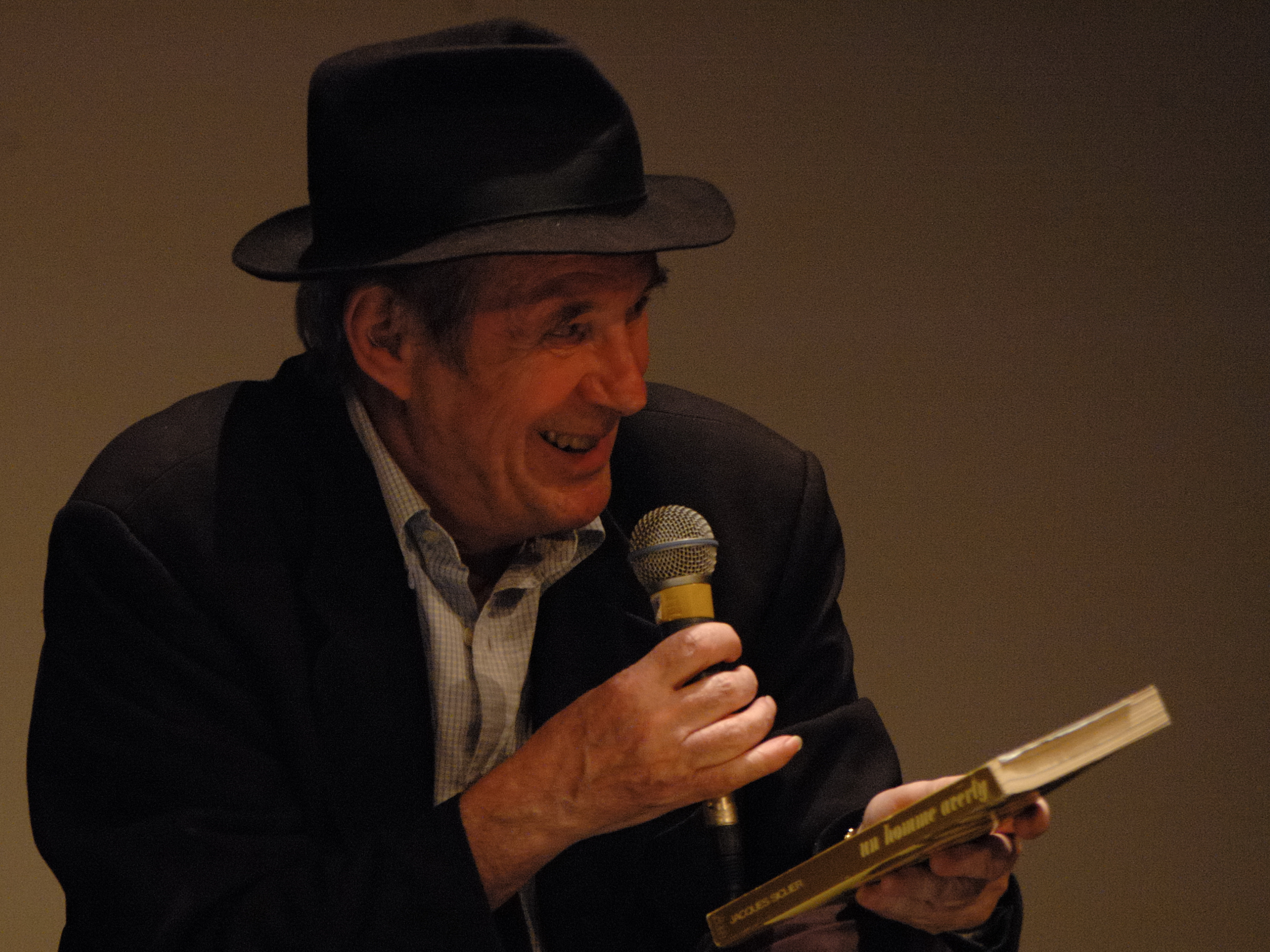
André S. Labarthe (ici en 2008) interprète dans le film Alcide Jolivet.

- Titre original : Les enfants jouent à la Russie
- Réalisateur : Jean-Luc Godard
- Scénario : Jean-Luc Godard
- Photographie : Caroline Champetier
- Montage : Jean-Luc Godard
- Production : Ira Barmak, Alessandro Cecconi, Ruth Waldburger
- Sociétés de production : Véga films, JLG films
- Pays de production :  France
- Langue originale : français, anglais, russe
- Format : Couleur
- Durée : 60 minutes
- Genre : Documentaire politique expérimental
- Dates de sortie :
  - Suisse : 8 août 1993 (Festival du film de Locarno) ; 8 novembre 1993 (passage télévisuel)

## Distribution
- László Szabó : Jack Valenti, le producteur
- Jean-Luc Godard : Prince Mychkine, l'idiot.
- Bernard Eisenschitz : Harry Blount
- André S. Labarthe : Alcide Jolivet
- Aude Amiot : Mademoiselle Amiel
- Bénédicte Loyen